# Isaac de Rivaz

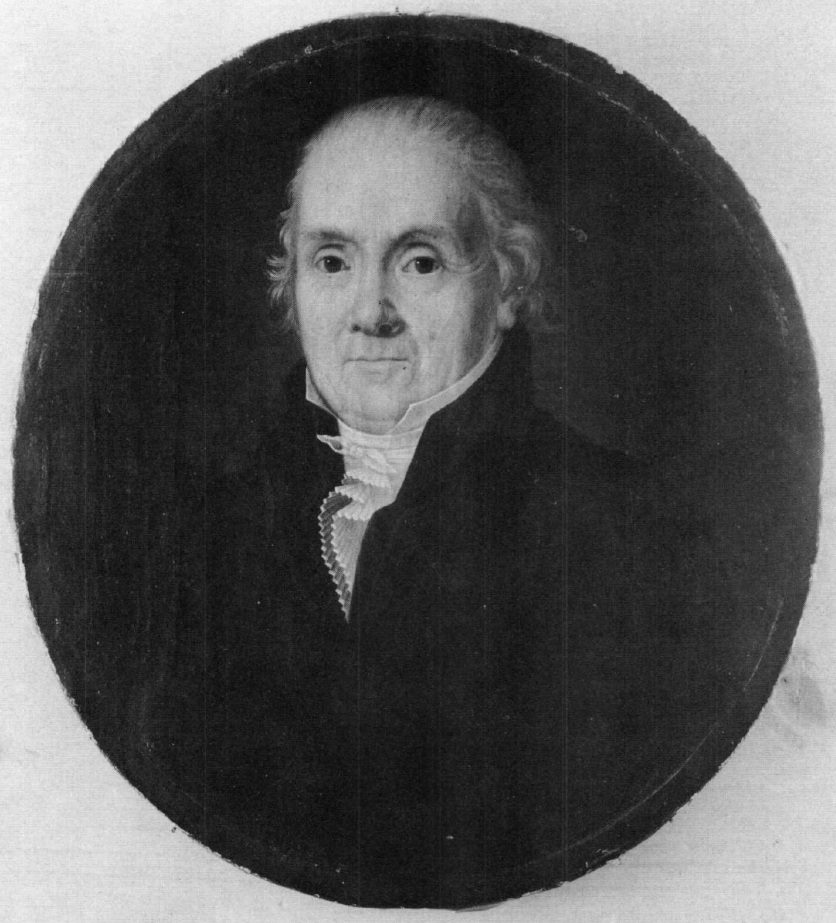
Isaac de Rivaz, 1827

François Isaac de Rivaz (* 19. Dezember 1752 in Paris; † 30. Juli 1828 in Sion (Schweiz)) war ein französischer Politiker, Staatskanzler, Abgeordneter und Unternehmer. Im Ruhestand erfand er als Schweizer Staatsbürger den Explosionsmotor.

## Biografie
Isaac de Rivaz beherrschte Latein, Mathematik und insbesondere Geometrie. Die Mechanikelemente hatten ihn sehr beschäftigt. Er diente als Offizier in der französischen Armee. Während seiner Offiziersausbildung lernt de Rivaz um 1775 auch die Funktionsweise der Pistole kennen, indem er ein Gas verwendete, um die Zündfähigkeit zu testen.

## Explosionsmotor

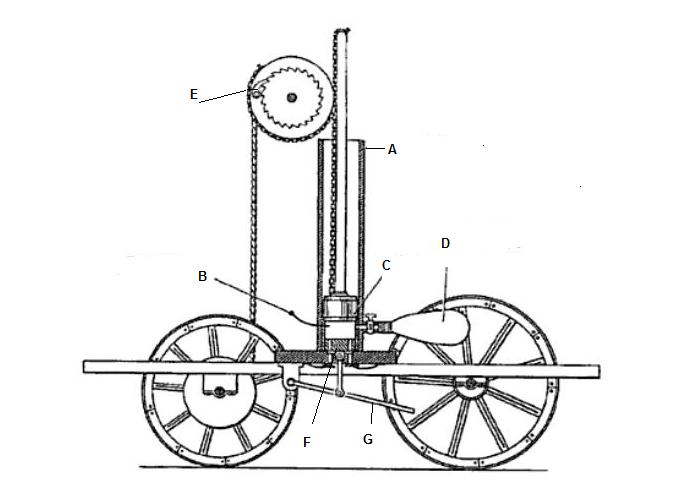
Rivaz’ Motorwagen, Patentzeichnung von 1804

Aufbauend auf den mit der Pistole gewonnenen Erfahrungen machte de Rivaz ab 1804 seine ersten Experimente zum Bau eines Explosionsmotors.
Im Jahr 1806 baute de Rivaz einen Explosionsmotor als Zweitakt-Gasmotor und verwendete ein zündfähiges Gemisch aus Steinkohlengas, Wasserstoff und Luft. Dieses Gemisch wurde durch einen Funken im Zylinder elektrisch gezündet und trieb durch die Verbrennung den Kolben in die Höhe. Dort war oberhalb eine Zahnstange befestigt, die beim Herabfallen des Kolbens in ein Zahnrad griff und dann über einen Seilzug ein Räderpaar antrieb. Durch die Explosionskraft, die den Kolben hochschleuderte, wurde dann der herabfallende Kolben durch das Gewicht und durch den oben wirkenden Luftdruck unterstützt. Dieser Motor war ebenso wie der Motor von Christiaan Huygens ein atmosphärischer Motor.
Am 30. Januar 1807 erhielt Isaac de Rivaz das Patent Nr. 731 in Paris für einen explosionsartigen Verbrennungsmotor als einen Antrieb der verschiedenen Maschinen.
Im Jahr 1813 unternahm de Rivaz Versuche mit einem großen Handwagen, der von seinem Motor angetrieben wurde. Er konnte 25 Zündungen hintereinander erzielen, die einzeln von Hand ausgelöst werden mussten. Ganze 26 Meter mit einer Geschwindigkeit von 3 km/h konnte der Wagen fahren, der mit vier Personen bzw. einer Last von 700 kg beladen war.
Diese Fahrt gilt als die erste Fahrt als Kraftfahrzeug mit einem Explosions- bzw. Gasmotor in der Technikgeschichte.